# Wlahar (Adipala)
Wlahar is een bestuurslaag in het regentschap Cilacap van de provincie Midden-Java, Indonesië. Wlahar telt 3919 inwoners (volkstelling 2010).